# Aurelio de Asturias
Aurelio de Asturias (c. 740, 774), hijo de Fruela de Cantabria, sobrino del rey Alfonso I y hermano de Bermudo I, fue rey de Asturias entre los años 768 y 774.

## Reinado
Fue escogido por la nobleza asturiana para suceder a su primo hermano Fruela I, quien había sido asesinado en una revuelta palaciega. Cuando en el siglo XIX se derribó una capilla en Sama de Langreo se encontraron unas inscripciones sobre la coronación de Aurelio en ese lugar.
El único hecho que narran las crónicas de su reinado es la noticia de los primeros movimientos sociales de contestación antiseñorial de la Edad Media peninsular. Los siervos se levantaron contra sus señores, pero fueron sometidos por Aurelio. La localización de esta rebelión no se conoce, pero sí está claro que debió de tener gran importancia.

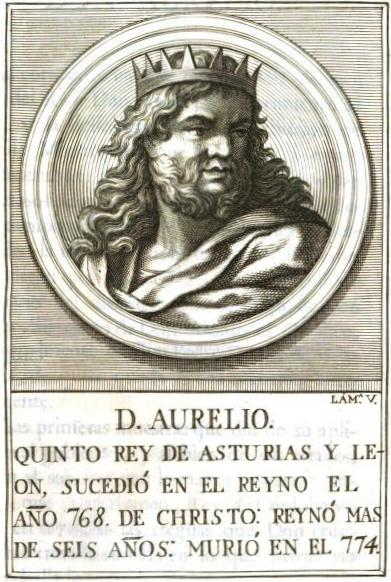
Ilustración que representa al rey Aurelio de Asturias del

Falleció por enfermedad, en el año 774, tras haber reinado seis años, en el concejo asturiano de San Martín del Rey Aurelio, municipio que entonces formaba parte de Langreo y donde al parecer tenía su principal residencia (y por tanto hacía las veces de capital del Reino de Asturias). Las crónicas de la época no mencionan que el rey Aurelio tuviese mujer o hijos. Le sucedió el rey Silo, quien estaba casado con Adosinda, hija del rey Alfonso I de Asturias.

## Sepultura
Existe controversia entre los historiadores sobre el paradero de los restos mortales del rey Aurelio, pues mientras que las Crónicas asturianas y diversas teorías relatan que fue sepultado donde tenía su residencia, en el Valle de Langreo (actual ermita de San Martín de San Martín del rey Aurelio, donde está un sepulcro que reza «Rey Aurelio»), la Primera Crónica General, escrita durante el reinado de Alfonso X el Sabio, señaló que el cadáver del rey Aurelio había sido sepultado en el municipio de Cangas de Onís.
El historiador Esteban de Garibay señaló que el rey Aurelio estaba sepultado, junto con su padre, Fruela de Cantabria, en la actualmente desaparecida iglesia de San Miguel de Yanguas, municipio situado en la provincia de Soria. Otros investigadores afirman que los restos del rey pudieron estar en el sepulcro de la iglesia de San Martín, pero que fueron trasladados hace siglos, siendo el sepulcro de la ermita el de los patronos del templo.

| Predecesor: Fruela I | Rey de Asturias 768-774 | Sucesor: Silo |